# Engenhocas (revista)
Engenhocas e coisas práticas : trabalhos, sugestões e ideias para o construtor amador  foi uma revista editada e e dirigida por Nuno Teles Palacin Pinto,  propriedade das Edições O Mosquito. Durou escassos 4 meses apesar da simpatia revelada pelo público (entre agosto e novembro de 1942; um total der 16 números). Trata-se de uma publicação  periódica ilustrada de cariz “técnico e instrutivo” guiando-se pelo lema básico de «orientar, simplificar e instruir».